# تيوفو أورا
تيوفو إنسيو أورا (28 ديسمبر 1912 في روسكيالا - توفي 11 يناير 1999 في هلسنكي)، هو سياسي فنلندي ينتمي لحزب الشعب الليبرالي، شغل منصب رئيس حكومة فنلندا مرتين في 1970 و 1971-1972.